# Обувка
Обувката е част от облеклото на човек, която се носи на крака, като за разлика от чорапа, обувката е направена от по-здрав материал, позволяващ самостоятелното ѝ носене. Обувките са много и разнообразни според сезона, случая, традициите – джапанки, мокасини, ботуши, маратонки, сандали и други. Основните материали, от които се изработват, са каучук, кожа, дървесина, пластмаса и плат. В Европа римските калиги и калци са белега на цивилизованост, докато населението употребява цървули.

## История
Най-старите известни обувки датират от около 8000 до 7000 г. пр.н.е. и са открити в Орегон, САЩ през 1938 г. Тъй като материалите, от които са изработвани обувките, са твърде нетрайни, за археолозите е трудно да определят кога е започнала употребата им.
Биоантропологът Ерик Тринкас счита, че носенето на обувки е започнало преди между 40 и 26 хил. години. Като доказателство привежда изследвания, показващи намаляване в дебелината на костите на пръстите на краката (без палеца) през този период спрямо предходните, което според него е станало заради ходенето с обути крака.
Когато човечеството е започнало миграцията си на север от Африка, е започнала и промяната към по-сурови външни условия. Това обуславило изработката на обувки и дрехи. В течение на времето изработката на обувки е станало нещо нормално в бита на хората. Различните цивилизации и народи са изработвали различни обувки с различни украси, по-които се разграничавали. Първите обувки са от животински материали, като при някои цивилизации са използвани и растителни материали.

## Съставни части
- Сая  – горната част на обувката.
- Ходило, подметка – най-долната част на обувката, с която се стъпва на земята.
- Ток, токче (от новогръцки: τακούνι, на италиански: tacco) – задната долна част на обувката, намираща се под петата, много често направена от същия материал като подметката. Някои токчета (при официалните дамски обувки например) са тънки и високи, а други са широки и ниски за практични нужди и удобство.
- Връзки (остар. вързанки)[2] – задължителен елемент при официалните мъжки обувки, където са само в горната част на обувката, докато при ежедневните и спортни обувки връзките покриват почти цялата обувка. Направени са от шнур, който се прокарва през кръгли отверстия (отвори за връзките). Когато са развързани, обувките стават по-широки и по-лесно се обуват. Когато са вързани, прилепват по-плътно по крака. Понякога присъстват с декоративна цел, като разхлабването се постига чрез цип.
- Език – частта от саята под връзките.
- Цип – модерен, по-бърз заместител на връзките, като обикновено се намира в горната вътрешна част на обувката. Присъства често, особено при високите обувки.
- Велкро ленти – друг заместител на връзките, осигуряващ най-бързото (но по-несигурно) пристягане.
- Подплата – дебелият вътрешен слой осигуряваш топлоизолация.
- Стелка – вътрешната равна мека част над ходилото, понякога е прикрепена към него.
- Бомбе – изпъкналата горна предна част, покриваща пръстите на крака.
- Налче – метална пластина и
- Обувки с цинти Цинт (цинти) – обущарски гвоздей с голяма глава за намаляване износването на подметката, монтират отдолу а обувката и предпазвазват подметката от изтъркване. 

Цинти

## Материали

### Подметка, ток
За подметката и тока се ползват:
- пластмаса
- каучук
- дървесина

### Външна и вътрешна част
Вътрешната и външна част присъстват понякога самостоятелно, като най-често използваните материали за направата им са:
- кожа (естествена/изкуствена)
- текстил
- вълна

#### Видове естествена кожа
Най-често използваната кожа е телешката, но се ползва и овча, козя, свинска и др. Едни от най-скъпите обувки се правят от крокодилска кожа. Суровата животинска кожа има слоеста структура. Слоевете отвън навътре са: външен (епидермис), вътрешен (дермис) и вътрешна подкожна съединителна тъкан. Основната част от кожата е дермисът (85 – 95 %). Кожата е покрита с козината (или вълната) на животното. Според обработката и начина на използване на кожата се различават три основни типа естествена кожа:
- Лицева кожа – получава се чрез дъбене (физико-химична обработка на кожата, при която се повишава нейната устойчивост и издръжливост). Когато кожата на обувките е шагренирана (от френски chagrin [ʃa.ɡʁɛ̃]), това означава, че тя е набраздена и на допир се усещат неравности, които представляват фигури с различна форма, най-често кръгла.
- Велур – получава се чрез пясъчно шлифоване на вътрешната повърхност на кожата, до получаване на меки и гладки влакна. Кожата на обувката се поставя с вътрешния слой навън, поради което велурът е по-неустойчив на надраскване и замърсяване.
- Набук – получава се чрез пясъчно шлифоване на външната повърхност на кожата. Набукът е по-твърд и издръжлив от велура, както и по-скъп, тъй като се обработва външната по-груба част на кожата.

### Опазване на околната среда
Една от тенденциите на 21 век – опазването на околната среда, вдъхновява разработването на технологии, позволяващи да се влагат частично или напълно рециклируеми, както и безбредни материали в производството на обувки. Пример е компанията Адидас, която през 2015 г. започва производството на обувки от биоразградими материали. Следващата стъпка е започналото през 2019 г. производство на маратонките Futurecraft Loop, предвидено да стене масово през 2021 г. Обувките са направени изцяло от термопластичен полиуретан, който чрез термична обработка може да бъде превърнат във влакно или в монолитна подметка. Името Loop идва от наименованието на английски на структура или процес, чийто край е свързан с началото. С цел по-доброто оползотворяване на материалите самите центрове, предлагащи тази обувка, ще я приемат обратно за рециклиране.

## Видове и етимология
- Апрески (на френски: après ski – след ски) – средно високи зимни обувки с гумена подметка без ток и мека топлоизолация около крака, подходящи за сняг, като не е задължително да са водоустойчиви, тъй като структурата на снега е различна; първоначално разработени за носене след сваляне на неудобните за ходене ски обувки;
- Ботини (на френски: bottine), ботинки (на руски: ботинка), боти (популярна съкратена форма) – женски или детски средно високи обувки, покриващи глезена;
- Ботуш (на румънски: botuş – вид детска обувка; на френски: botte – обувка) – висока обувка, покриваща подбедрицата;
- Буйки, топлинки – детски и бебешки меки обувки;
- Бутонки – спортни обувки с равна подметка с характерни изпъкнали „бутони“, позволяващи по добро сцепление на трева;
- Джапанки (на английски: japan (sandals) – японски (сандали)) – вид отворени обувки с гумена или пластмасова подметка и една или две каишки (внесени за пръв път в България през 1961 година), имитиращи традиционните японски обувки дървената гета или сламената зори;
- Еспадрили – леки платнени обувки с мека гумена подметка без връзки;
- Кецове (на чешки: kecky; на руски: кеды, името е генерично от американската марка Keds)
- Гуменки – леки платнени обувки с мека гумена подметка и връзки;
- Маратонки (от спортното бягане маратон) – здрави, удобни обувки за спорт;
- Мокасини (на английски: moccasin):

– меки затворени обувки от неощавена кожа с козината, традиционни за индианците;
– вид летни обувки без бомбета и фортове;
- Палци – специални обувки за балет от текстил с парче дървесина отпред, изпълняващо ролята на подметка;
- Пантофи (на италиански: pantofola) – меки домашни обувки;
- Платформи – обувки с удебелено ходило, обикновено по високи в задната част, като може да са с цяла платформа, дебел ток или тънко дълго токче. Употребяваните от актьорите в старогръцкия театър котурни (лат. cothurni від гръц. κδθορνοι) са праобраза им.
- Сабо (на френски: sabot) – традиционни дървени обувки от Франция, станали нарицателно за всички обувки, затворени отпред без задна горна част;
- Сандали (на английски: sandals; на руски: сандалии) – вид отворени обувки с отвори или каишки, като за разлика от джапанките осигуряват захващане и на петата;
- Скарпина (на италиански: scarpina – обувка) – здрава кожена обувка с твърда подметка и ток, за танци и хорá;
- Терлик, терлици (на турски: terlik, ter – 'пот') – домашна обувка, ушита от дебел вълнен плат или оплетена от дебела вълнена прежда;
- Токчета (от частта „ток“) – дамска обувка с удължен тънък ток;
- Туфли – текстилни обувки за балет с кожена подметка;
- Цвички – меки текстилни обувки за спорт;
- Чехли (старобълг. чехлъ):

– домашна обувка, по-опростен вариант на пантофите;
– лятна открита обувка подобна на сандалите;
- Чизми (на турски: cizme, cizmek – тегля) – високи обувки, по високи от ботушите, високи до и над коляното;
- Шпайкове – изключително леки маратонки с шипове (шпайкове) в предната част на подметката, които забивайки се в пистата осигуряват огромно сцепление.

### Архаични обувки
- Калига (Caliga) – отворени обувки на римските легионери.
- Калцеус (Calceus) – обувките на древните римляни.
- Чопини или във Венеция цоколи – неестествено високи средновековни обувки.

### Традиционни обувки в България
- Калцуни (от новогръцки: καλτσούνη, на италиански: calzone) – подобна на ботуш висока до коляното обувка от груб плат;
- Кондури, кундури – груби кожени обувки;
- Лапари, лапатари, лопатари, лопки – широки, плитки, големи домашни обувки;
- Лапчини, лапчуни (от лапец, лапци) – вид подплатени зимни обувки от аба или мека кожа;
- Налъми – домашни обувки с подметка от цяло парче дървесина и каишка отгоре;
- Цървули, също връвчанки, калеври, опинки, опинци, опънци – обувки ушити от свинска или телешка кожа с характерен остър връх без подметка, с връзки, които се навиват около подбедрицата.

### Традиционни обувки по света
- Албарка (Кантабрия, Испания) – дървена обувка, с две трупчета отпред и едно трупче (ток) отзад;
- Валенки (Русия) – вид висока безшевна вълнена обувка;
- Гета (Япония) – представлява дървена плоскост с две продълговати парчета дървесина отдолу, отгоре две текстилни ленти, които се събират между първия и втория пръст на крака;
- Зори (Япония) – олекотен вариант на гета;
- Клог – английска дума за дървена обувка;
- Лапти – ниски обувки, носени в Русия до 1930-те години, изплетени от дървесна кора или коноп. За здравина, подметката е вплитана с пръчка, лико, въже или подгъната с кожа. Лаптите се връзват за крака с шнурчета, усукани от същото лико, от което са направени самите сандали.
- Падука (Индия) (на санскрит pāduka от pāda – крак) – изцяло дървена обувка, представляват равна плоскост с по едно парче дървесина отпред и отзад, и дървен болт, който се захваща между първия и втория пръст на крака.

### Обувки със специално предназначение
- Кънки – обувки с прикрепена към подметката заострена метална планка, позволяващи контролирано пързаляне по лед.
- Ортопедични обувки – обувки, предназначени за лечение, профилактика или облекчаване на различни заболявания, свързани с костната система.
- Работни обувки – при изработката им се влагат метални бомбета (предпазваща пръстите от премазване) и/или вложки в подметките (предпазващи от пробиване).
- Ролери, ролкови кънки – обувки с прикрепена към подметката метална шина с колелца, които се въртят при движение по равни плоскости; при някои модели колелцата са вградени в самата подметка.
- Ски обувки – обувки с външна част почти изцяло от пластмаса, която предпазва крака на скиора и осигурява захващане към ски автомата, тъй като подметката е равна със специални издатини отпред и отзад.

### Съвременни обувки
Съвременните обувки драстично са развили своето предназначение, като отразяват характера на човека, както и повода, поради който ги носи. Освен като необходимост обувките са показателни за стил и имидж. С промяната на ежедневието на хората, се променят и обувките. Множество дизайнери разработват свои модели, някои от които са единични бройки.
Някои съвременни производители на обувки проектират обувки, имитиращи ходенето бос, чрез поддържане на оптимална гъвкавост на подметката, като същевременно осигуряват и известна степен на защита, например обувката с пет пръста Vibram FiveFingers. Целта на тези минималистични обувки е да позволи на стъпалата да усещат къде стъпват и да не атрофират мускулите на ходилата, което се случва при продължително носене на удобни обувки.
За повишаване на здравината се използват много модерни технологии (като 3D печат) и материали (кевлар, карбонови нишки и др.). Като нови и леко фантастични обувки са тези с MP3 плейър, LED осветление и дори гъвкави дисплеи. Някои високо технологични обувки:
- Adidas Futurecraft 4D – маратонка, създадена чрез 3D технологията Digital Light Synthesis на компанията Carbon. За основа са послужили данните на атлети, събирани в продължение на 20 години.
- DigitSole – смарт-обувка, която следи и анализира в реално време вашите движения, походка, сила на удара, стъпките, калориите и дори отчита умората и ви дава препоръки. Обувката е захранвана с батерия, свързва се чрез Bluetooth към смартфон, „самозавръзваща“, водоустойчива и дори затопля ходилата.
- Nike HyperAdapt 1.0 – захранвана с батерия „самозавръзваща“ се маратонка с LED осветление в подметката, което светва при обуване и задейства Nike's EARL (Electric Adaptable Reaction Lacing – електрическо адаптиращо реагиращо завръзване). Тази технология е развитие на модела „Nike Air Mags“, познат от филма „Завръщане в бъдещето“, и позволява на обувката да се приспособява постоянно към налягането, генерирано от крака и неговите контури.
- Puma Fi (съкр. от Fit Intelligence) – обувката затяга сама тънките връзки след просто натискане на компактния модул, вграден в езика. Може да се контролира и през iPhone или Aplle watch.
- ShiftWear – маратонка с вграден гъвкав цветен дисплей в задната част. Обувката се свързва безжично към смартфон, от където може да персонализирате външния вид на вашите обувки. Батериите също може да се зареждат безжично.

### Аксесоари
Има няколко тясно свързани с обувките аксесоари:
- Галош (на френски: galoche; на немски: Galosche; на латински: galopia, от новогръцки: ϰαλοπονς – 'дървен крак') – плитка каучукова обвивка, която се носи върху обувката, за предпазва от вода, кал и замърсяване;
- Гамаши (на руски: гамаша; на френски: gamaches; на немски: gamache, от арабски: gadāmasī – кожа от Гадамес), също и гети (гетри), и калци (остар. калцуни) – допълнителни обвивки за краката от обувките до над глезените, осигуряващи допълнителна защита и топлоизолация;
- Калцуни – тънка обвивка от изкуствен материал, която се нахлузва върху обувката като предпазва помещението, в което се влиза с обувки;
- Котки – метални зъбци, поставяни на обувките на алпинистите за по-добро сцепление с лед и сняг;
- Ролкови кънки – популярни в миналото устройства с 4 колелца, в които се поставя обувката;
- Снегоходки – леки устройства, които се поставят на обувките и позволяват по-лесно придвижване по всички видове заснежен терен без затъване в снега, някои модели позволяват и стабилно ходене по заледени повърхности, благодарение на зъбци по подобие на алпинистките котки;
- Стелки – различни видове допълнителни стелки: ортопедични, ергономични, антибактериални, магнитни и др.;
- Чорапи – текстилен продукт, покриващ ходилата.

## Поддръжка
Производителите предоставят към всички продавани обувки инструкция за поддръжка, почистване и съхранение. Неспазването на тази инструкция, както и използването на обувките не по предназначение, уврежда обувките. Основните принципи са следните:
- Обувките трябва да съхнат и да се съхраняват на проветриво място, на стайна температура, далеч от източници на топлина.
- Обувките не трябва да се съхраняват мръсни и мокри.
- Носенето на чорапи намалява спарването. Продължителната повишена влажност в обувките е благотворна среда за развитието на микроорганизми и гъбички.
- Използването на специални дезодоранти, пудри, антибактериални стелки и т.н. намалява неприятните миризми.
- Специализираната боя за обувки (където е възможно използването ѝ) подобрява устойчивостта на кожата.

## Размери
Размерът на обувката зависи най-общо от дължината на обувката, считано от най-задната точка на стъпалото до най-предната. В световен мащаб се използват различни системи за размери на обувките, като единственото общо е, че е число, нарастващо с размера на обувката. По принцип ширината на обувката се увеличава пропорционално с дължината ѝ, но някои системи отчитат и ширината с една или повече букви (по-рядко с число). В много системи размера на обувката зависи от типа ѝ (мъжки, дамски, детски, спортни или работни обувки). Поради голямото разнообразие на производители и системи за размери е важно обувките да се изпробват преди покупката.

### Мондопойнт
Мондопойнт е международната система за размер на обувки, разработена първоначално от производителите на ски обувки като универсална система за оразмеряване (от италиански mondo – свят). Мондопойнт се изчислява чрез просто измерване дължината на крака в милиметри, от петата до големия пръст.
В България действащи са 2 държавни стандарта за размера на обувките:
- БДС ISO 9407:2000 „Размери на обувки. Мондопойнт система за оразмеряване и маркиране“[7]
- СД ISO/TS 19407:2016 „Обувки. Оразмеряване. Превръщане на системите за оразмеряване“[8]